# Anzá
Anzá – miasto w Kolumbii, w departamencie Antioquia.